# لورانس تشو
لورانس تشو (بالصينية: 周俊偉,) هو مغني صيني، ولد في 19 أبريل 1979 في هونغ كونغ في الصين.

## وصلات خارجية
- لورانس تشو على موقع IMDb (الإنجليزية)
- لورانس تشو على موقع ميوزك برينز (الإنجليزية)
- لورانس تشو على موقع قاعدة بيانات الفيلم (الإنجليزية)